# Hermann Deecke

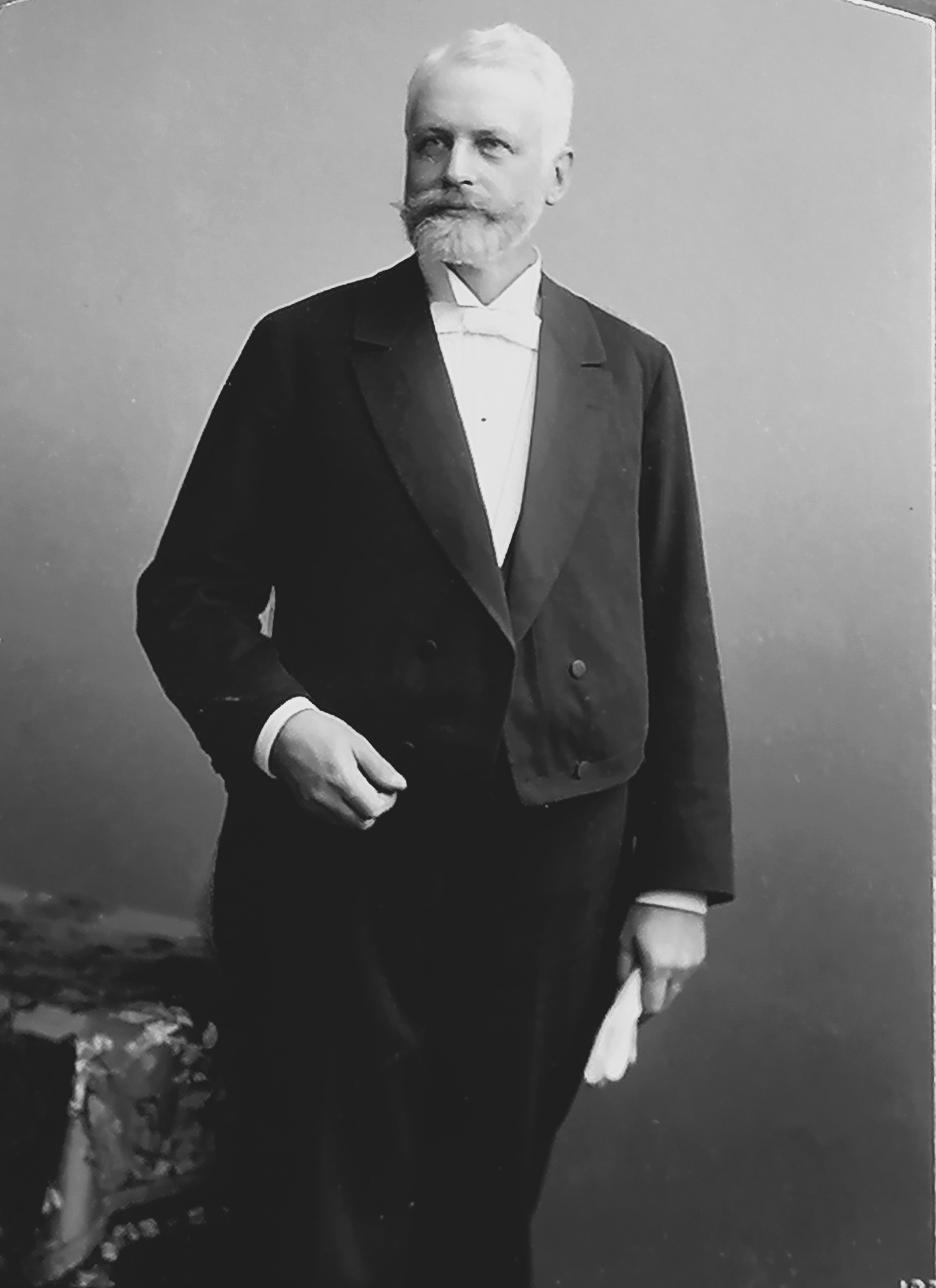
Hermann Deecke um 1891

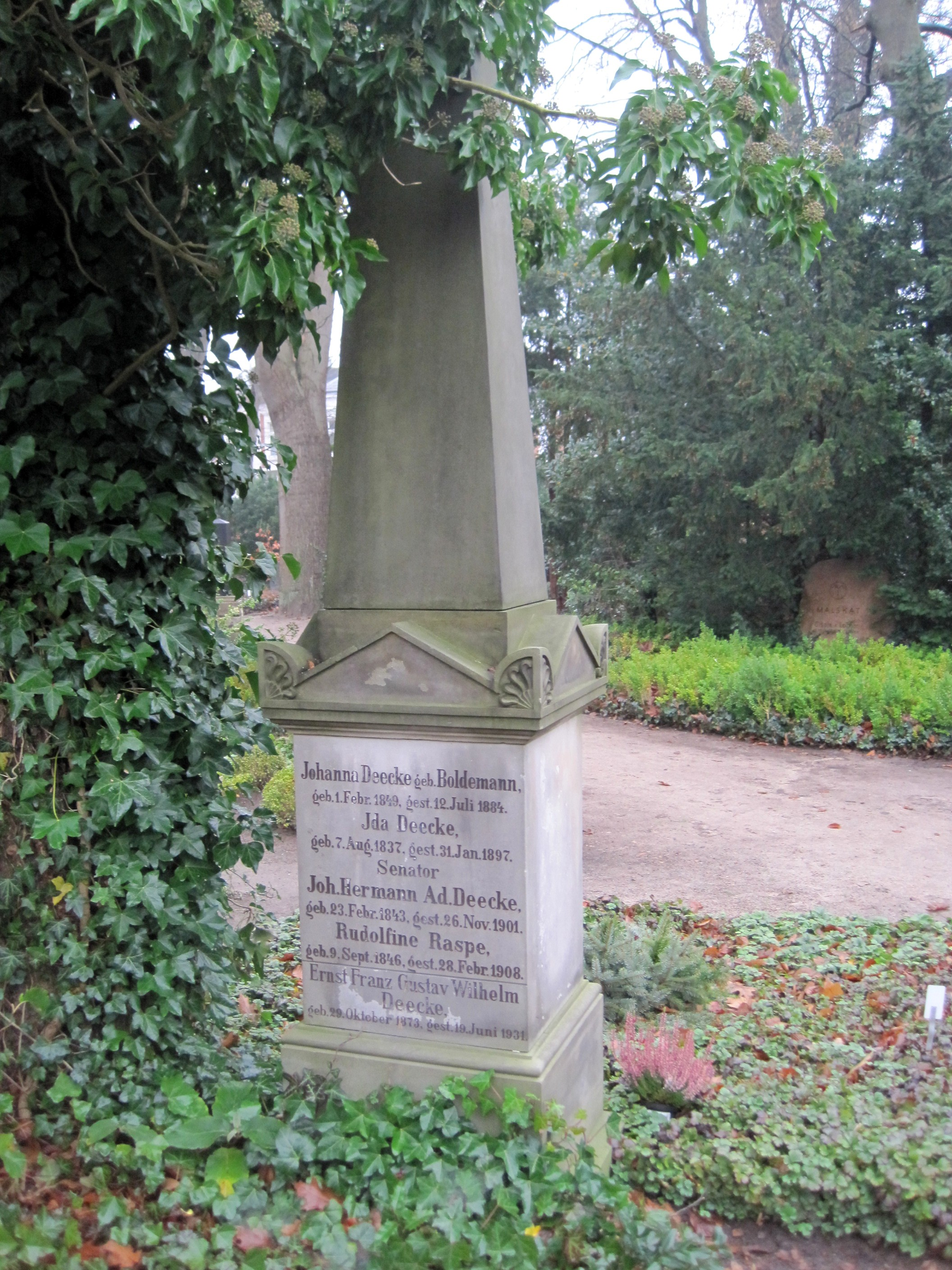
Erbbegräbnis der Familie Deecke aus dem Burgtorfriedhof

Johannes Hermann Adolph Deecke (* 23. Februar 1843 in Lübeck; † 26. November 1901 in Lübeck) war Kaufmann und Senator der Freien und Hansestadt Lübeck.

## Leben

### Herkunft
Hermann Deecke war der Sohn von Ernst Deecke und dessen Frau Johanna(e), geborene Boldemann (1805–1848). Ernst Deecke war Lehrer am Katharineum und Stadtbibliothekar, Johannas Vater Johann Georg Boldemann (1761–1816) war Kaufmann in Grabow.

### Laufbahn
Als Selektaner verließ er Ostern 1858 das Realgymnasium am Katharineum und wurde in den folgenden fünf Jahren im Geschäft von Daniel Georg Heinrich Bölsche ausgebildet. Die Fa. Heinrich Bölsche betrieb das Geschäft eines Versicherungsagenten. Diese vertiefte er in Riga, St. Petersburg und Hamburg. Nach Lübeck zurückgekehrt, gründete er am 23. Februar 1868 die dem Agentur- und Versicherungsfach zugewandte Firma „Hermann Deecke“.
Am 1. August 1879 wurde sein Vetter, Ferdinand Boldemann, Teilhaber der Firma. Sie führte fortan den Namen: „Deecke & Boldemann“.
Deecke erkrankte 1899 an einem Magenkarzinom woran er 1901 verstarb.

### Politik
Bei der Bürgerschaftswahl von 6 Vertretern am 8. Juli 1873 für den III. Wahlbezirk (Marien Quartier und Vorstadt St. Lorenz) gingen von den 212 am 19. Mai ausgegebenen Wählerkarten 116 wieder ein. Deecke wurde mit 53 Stimmen als einer der sechs in die Bürgerschaft, in der er vorerst bis 1879 bleiben sollte, gewählt.
Von 1883 bis 1885 war er, bis zu dessen Umgestaltung zur Oberschulbehörde, als Bürgerlicher Deputierter bei dem Ober-Schulkollegium und von 1886 bis 1891 Handelsrichter. Seit 1891 war er Mitglied des Aufsichtsrates der Deutschen Lebensversicherungs-Gesellschaft zu Lübeck.
Am 9. November 1891 wurde Deecke anstelle des verstorbenen Senators Heinrich Mann in den Senat gewählt. Er wurde in die Kommission für Handel und Schifffahrt, die Rekursionsbehörde in Gewerbesachen und in die Vorsteherschaft der Armenanstalt berufen und gehörte ihnen bis zu seinem Lebensende an. Des Weiteren wurde er in die Vorsteherschaft des Krankenhauses, deren Vorsitz er ab 1894 führte, und in die Steuerbehörde, deren Mitglied er bis 1899 blieb, berufen. 1892 wurde er dem neu eingerichteten Senatsausschuss für Gewerbe- und Versicherungswesen sowie der Central-Armen-Deputation, deren Vorsitz er 1897 übernahm, zugeordnet. Ab 1899 war er in der Reservatkommission des Senates  tätig. Als Mitglied der Oberschulbehörde führte er nun den Vorsitz über deren Abteilung für die öffentliche Höhere Mädchenschule sowie den Mittel- und Volksschulen und deren Sektion über das Kassen- und Rechnungswesen.

### St. Petri
1894 wurde Deecke Vorstandsvorsitzender der St. Petri-Gemeinde. Auf seine Anregung war die Erneuerung der inneren Ausstattung der Kirche und des Altars, die Beschaffung einer neuen Orgel und die Wiederherstellung des oberen Abschlusses des Kirchturmes zurückzuführen. Dieser große Umbau im Inneren hatte im Jahr 1880 stattgefunden.

### Freimaurer
Hermann Deecke war seit 1863 Mitglied der Lübecker Johannisloge „Zum Füllhorn“ der Großen Landesloge der Freimaurer von Deutschland und von 1889 bis 1892 als Nachfolger von Hermann Linde ihr Logenmeister.

### Gesellschaft zur Beförderung gemeinnütziger Tätigkeit
Ab dem Jahr 1870 wurde Deecke Mitglied der „Gesellschaft zur Beförderung gemeinnütziger Tätigkeit“. Er war von 1895 bis zu seinem Tode Mitglied der Vorsteherschaft.
Als zu Ostern 1896 die „Lübeckischen Blätter“ zum Organ der Gesellschaft umgewandelt wurden, übernahm Deecke den Vorsitz in dem neu gebildeten Redaktionsausschuss. Gesundheitsbedingt musste er das Amt 1899 aufgeben.
Weitere Verdienste Deeckes sind die Gründung des „Vereins zur Hebung des Fremdenverkehrs“ und die auf seine Initiative zurückgehende Entstehung der Schrift der Monografie Adolf Holms über Lübeck.

### Schillerstiftung
Da Ernst Christian Johannes Schön am 8. Juni 1873 die Wiederwahl in der Vorstand des Lübeckischen Zweigvereins der Deutschen Schillerstiftung ablehnte, erwählte man an seiner Stelle Hermann Deecke.

### Familie
Am 8. August 1869 heiratete Hermann Deecke in Hamburg Johanna Boldemann (1849–1884). Von deren sieben Kindern war Georg Deecke der jüngste Sohn.
Johanna war in Norwegen geboren. Ihr dort tätiger Vater, Georg Boldemann, ertrank dort bei einer Havarie zweier Schiffe, als sie 6 Jahre alt war. Sie erlitt damit ein ähnliches Schicksal wie ihr späterer Ehemann.
Nach dem Tod seiner ersten Frau, heiratete Deecke in zweiter Ehe Emily, geb. Baumbach (1863–1946). Sie schenkte ihm zwei weitere Kinder.